# Ardusat
Cet article concerne une commune roumaine. Pour le nanosatellite, voir ArduSat.
Ardusat (Erdőszáda en hongrois) est une commune roumaine du județ de Maramureș, dans la région historique de Transylvanie et dans la région de développement du Nord-Ouest.

## Géographie
Le village d'Ardusat est situé au bord du Someș, à 25 km à l'ouest de Baia Mare, la préfecture du județ, à la limite avec le județ de Satu Mare.
La commune est formée de trois villages : Ardusat, siège de la municipalité, Arieșu de Câmp et Colținea.

## Histoire
La première mention écrite du lieu apparaît en 1231 sous le nom de « Erdezat ».
En 1424, elle appartient à la famille Dragfi, qui joua un rôle important dans l'histoire de la Transylvanie. Un de ses membres, Bartolomeu Dragfi, fut voïvode de la principauté de 1493 à 1499.
En 1768 fut créée la première école roumaine du lieu.
De 1810 à 1944, le village a été un fief de la famille comtale des Degenfeld (famille germano-hongroise possessionnée dans toute l'Europe Centrale et notamment à Tokaj, en Hongrie.

## Religions
En 2002, 91 % de la population est de religion orthodoxe, 4 % pentecôtistes et 3,6 % appartenait à l'Église grecque-catholique roumaine.

## Démographie
En 1910, la commune comptait 1 834 Roumains (87,8 % de la population totale) et 214 Hongrois (10,2 %).
En 1930, 1 973 Roumains (86 %) côtoyaient 120 Hongrois (5,2 %), 113 Roms (4,9 %) et 82 Juifs (3,6 %) qui furent exterminés par les Nazis durant la Seconde Guerre mondiale.
En 2002, la population est presque entièrement roumaine : 2 518 Roumains (99 %) et se répartit comme suit :
- Ardusat, 1 826 habitants.
- Arieșu de Câmp, 278 habitants.
- Colținea, 439 habitants.

| 1880  | 1900  | 1910  | 1930  | 1956  | 1977  | 1992  | 2002  | 2007  |
| ----- | ----- | ----- | ----- | ----- | ----- | ----- | ----- | ----- |
| 1 809 | 2 014 | 2 088 | 2 294 | 2 728 | 2 876 | 2 464 | 2 543 | 2 751 |

## Économie
L'économie de la commune est essentiellement agricole (2 430 ha de terres agricoles, dont 1 525 ha de terres arables), surtout cultivées avec des céréales et des légumineuses.
L'élevage de porcs et de veaux occupe également une place importante dans la commune.
La commune compte une usine de fabrication de meubles (150 ouvriers).

## Lieux et monuments
- Cathédrale de rite catholique uniate du XVIIIe siècle.
- Ruines du château Degenfeld.
- Rivière Someș, très poissonneuse.

## Jumelages
Vernier (Suisse)